# Khao soi
Khao soi o khao soy (in thailandese ข้าวซอย, pronuncia IPA /kʰâːw sɔ̄ːj/; in laotiano: ເຂົ້າຊອຍ, pronuncia IPA /kʰȁw sɔ́ːj/; in birmano: အုန်းနို့ခေါက်ဆွဲ, pronuncia IPA /ʔóʊɴ no̰ kʰaʊʔ sʰwɛ́/) è una zuppa di noodle che ha le sue origini nella cucina dei chin haw, cinesi musulmani stanziati nella provincia cinese meridionale dello Yunnan. Il piatto è diffuso in Laos del Nord, in Thailandia del Nord, tra gli shan della Birmania orientale e tra i tai del Xishuangbanna nello Yunnan.
È molto simile al tradizionale piatto birmano ohn no khao swè. Khao soi significa letteralmente 'riso tagliato', ma è possibile che il nome sia un adattamento della parola birmana khao swè, che significa noodle. Secondo la tradizione laotiana e shan, va fatto con pasta fresca di riso che viene stesa su un panno e messa poi a bollire, e viene quindi arrotolata e tagliata a mano. In Thailandia viene invece utilizzata pasta all'uovo fresca.
Un'altra grande differenza tra le khao soi degli shan e dei laotiani rispetto a quella dei thailandesi sta nel condimento, le prime si cucinano con l'aggiunta di un ragù fatto con carne di maiale e pomodoro e di alcuni altri ingredienti, mentre quella dei thai viene fatta con l'aggiunta nel brodo di pasta di curry rosso e crema di cocco.

## Versioni

### Khao soidella Thailandia del Nord okhao soi islam
La khao soi della Thailandia del Nord è molto simile alla ohn no khao swè birmana, zuppa che presenta un mix di noodle all'uovo fritti e croccanti e noodle all'uovo bolliti, senape in salamoia, scalogno, lime, nam phrik phao (salsa a base di peperoncino piccante cotto) e carne in un brodo a base di un'apposita pasta di curry e latte di cocco. È un cibo di strada nella regione, ma non è molto diffuso nei ristoranti thailandesi all'estero.
Rispetto a quella laotiana, la Khao soi della Thailandia del Nord è molto più simile a quella originale che le carovane dei commercianti cinesi musulmani chin haw introdussero tra il XVIII e l'inizio del XX secolo nella regione. Per la sua influenza musulmana, in origine la zuppa era una pietanza halal, e la carne era pollo o manzo, non maiale. Varianti di khao soi fatte senza latte di cocco e con noodle di riso anziché con noodle all'uovo si trovano nella parte orientale del nord della Thailandia.

### Khao soilaotiana

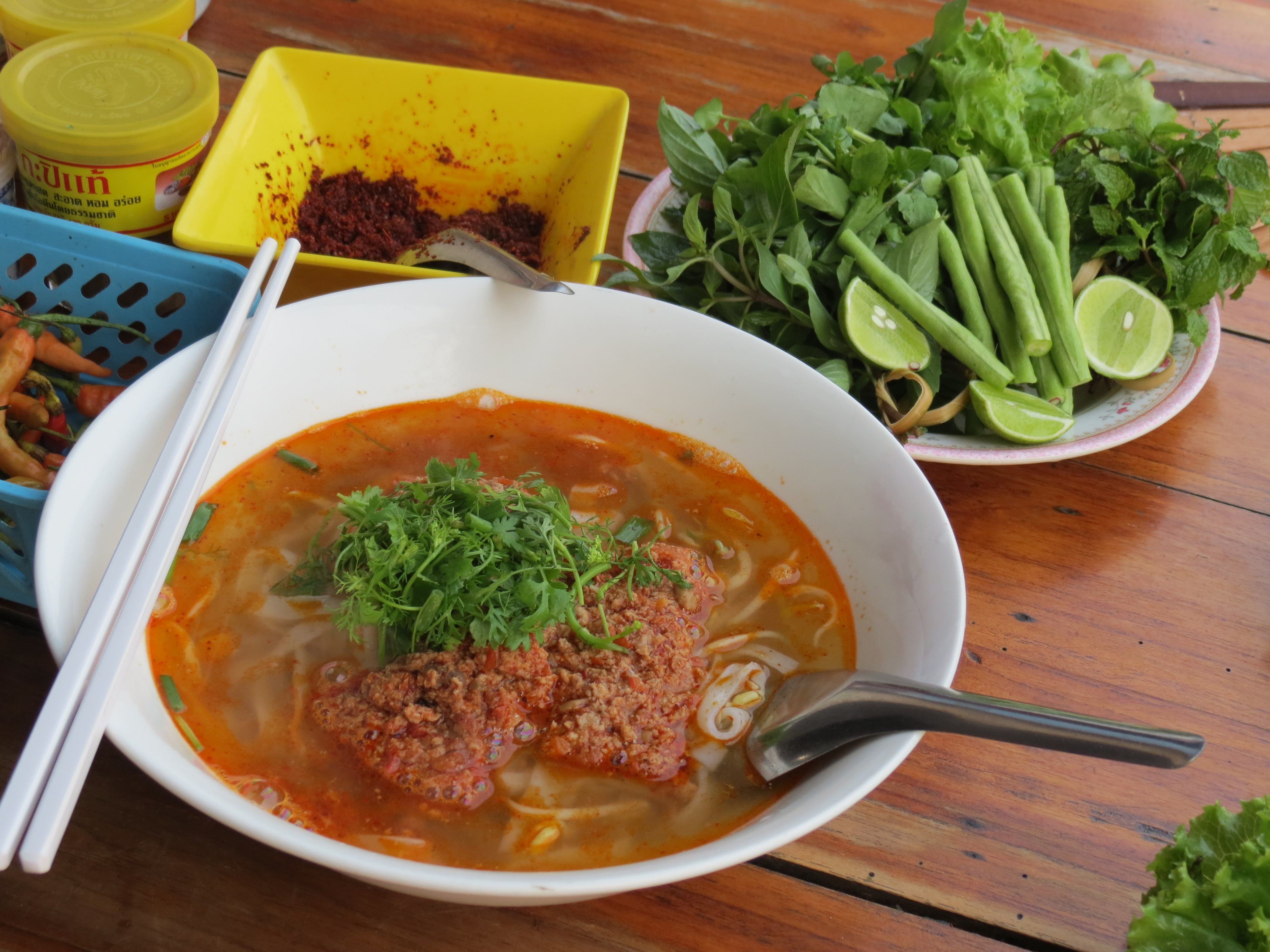
Khao soi laotiana a Luang Prabang.

La khao soi laotiana è completamente diversa da quella a base di latte di cocco e curry della Thailandia del Nord, fortemente influenzata dalla cucina musulmana. Viene preparata con noodle di riso freschi a base larga tagliati a mano in un brodo di pollo, manzo o maiale con l'aggiunta di un ragù fatto con carne di maiale, pomodoro, aglio e pasta di fagioli di soia fermentati (mak tua nao). Viene servita con diverse erbe speziate. È tipica delle province settentrionali di Luang Namtha e Luang Prabang. Vi sono diverse versioni della khao soi laotiana.

### Khao soidegli shan
La khao soi degli shan è simile a quella laotiana per quanto riguarda i noodle, che sono fatti con farina di riso, per l'aggiunta del ragù di maiale e pomodoro e per la mancanza di pasta di curry e latte di cocco. Tra le differenze vi è l'assenza della pasta di fagioli di soia fermentati, presente nella versione laotiana, e l'aggiunta di cubetti di sangue rappreso di maiale.

## Galleria d'immagini

Diversi tipi di khao soi della Thailandia del Nord
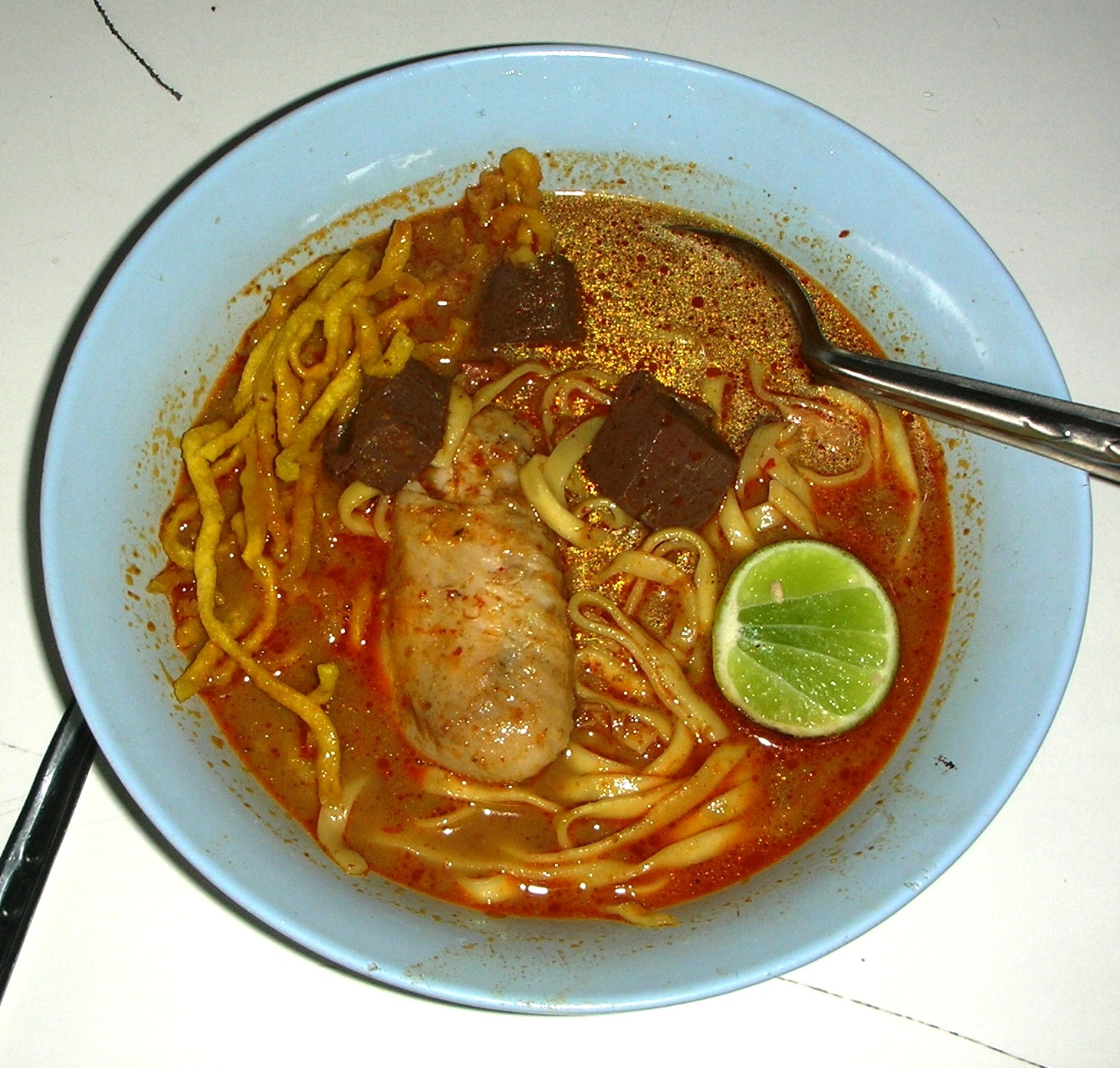
Khao soi con pollo e sangue di maiale in una scuola di Chiang Rai.
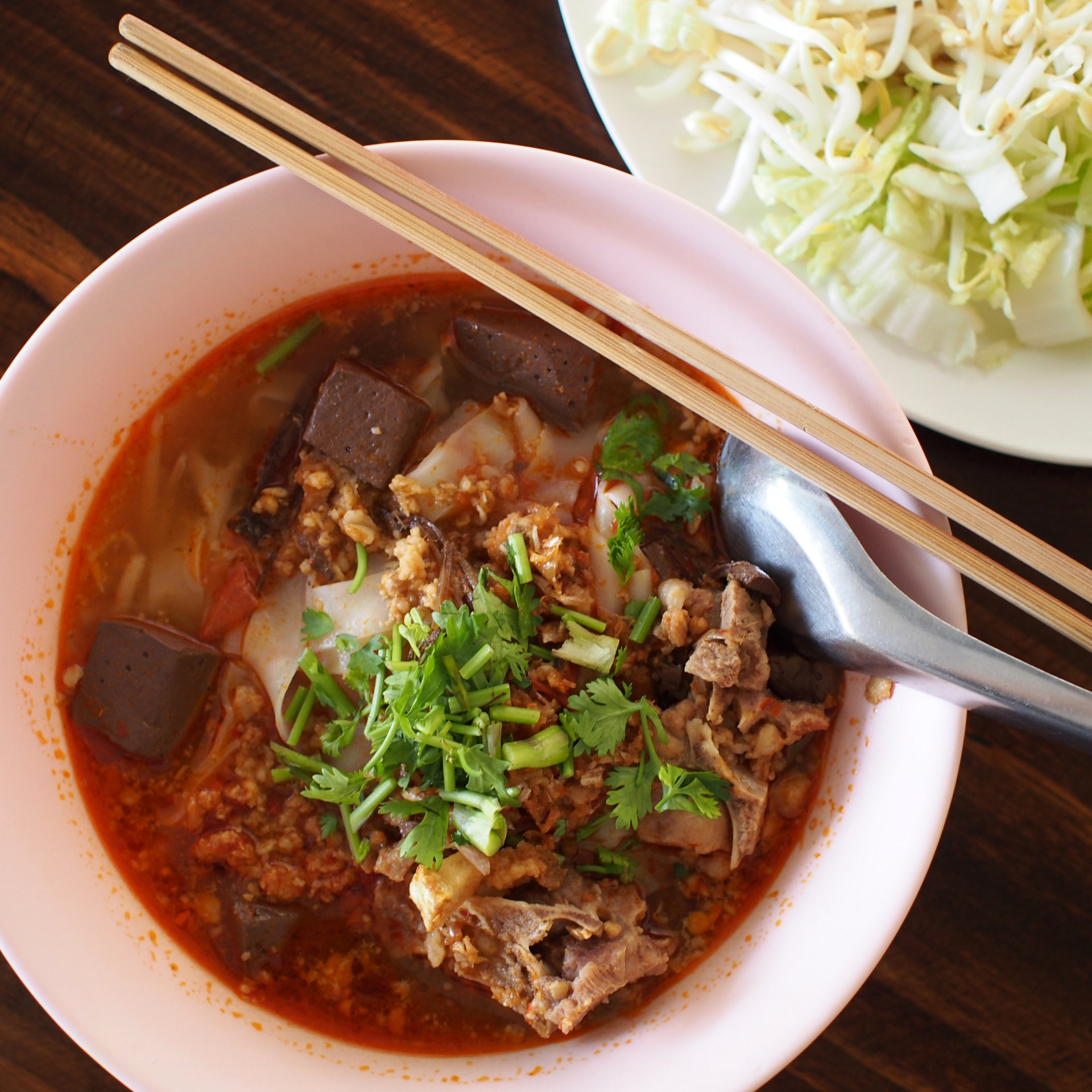
Khao soi Mae Sai, con maiale tritato e sangue rappreso.
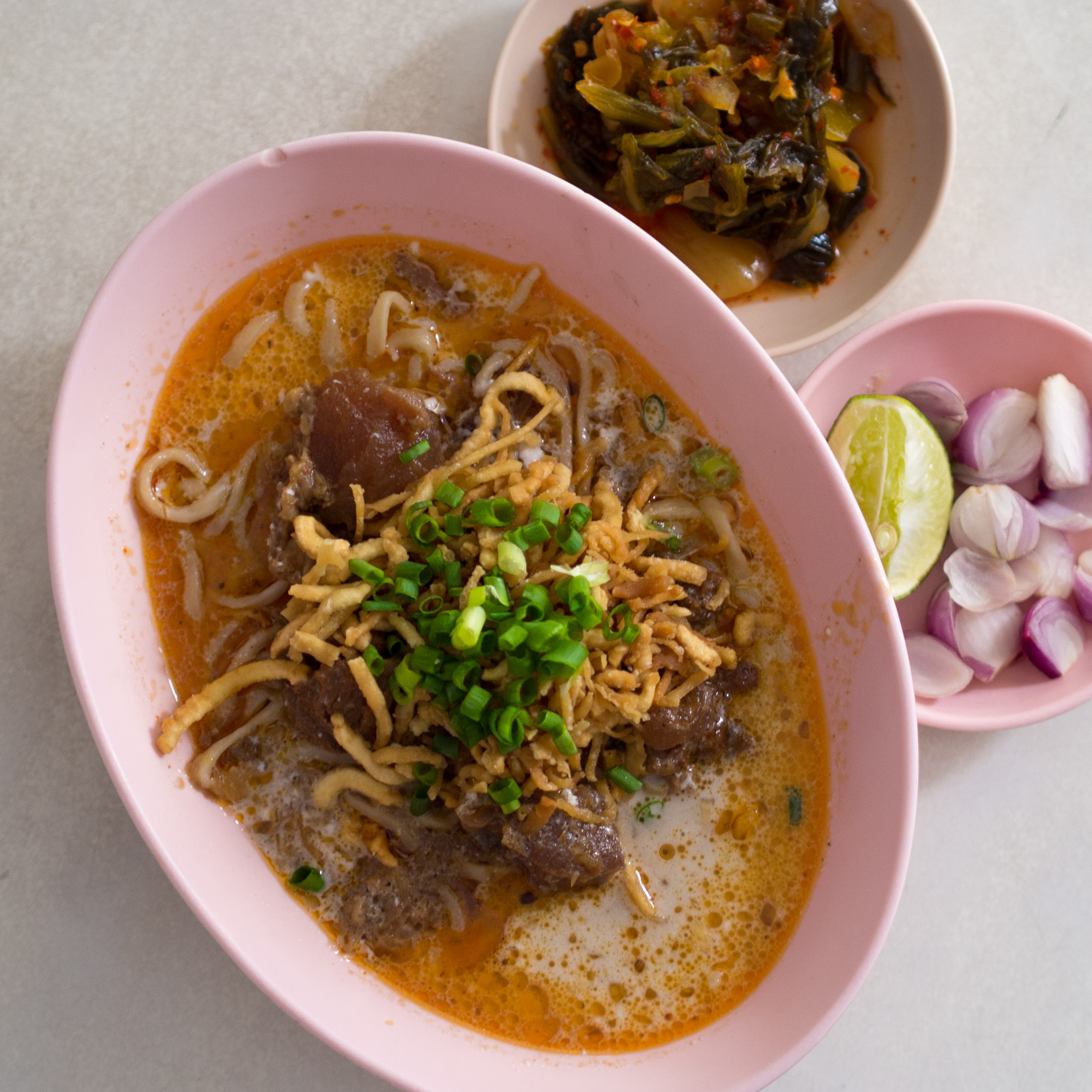
Khao soi nuea (khao soi di manzo) a Chiang Mai.
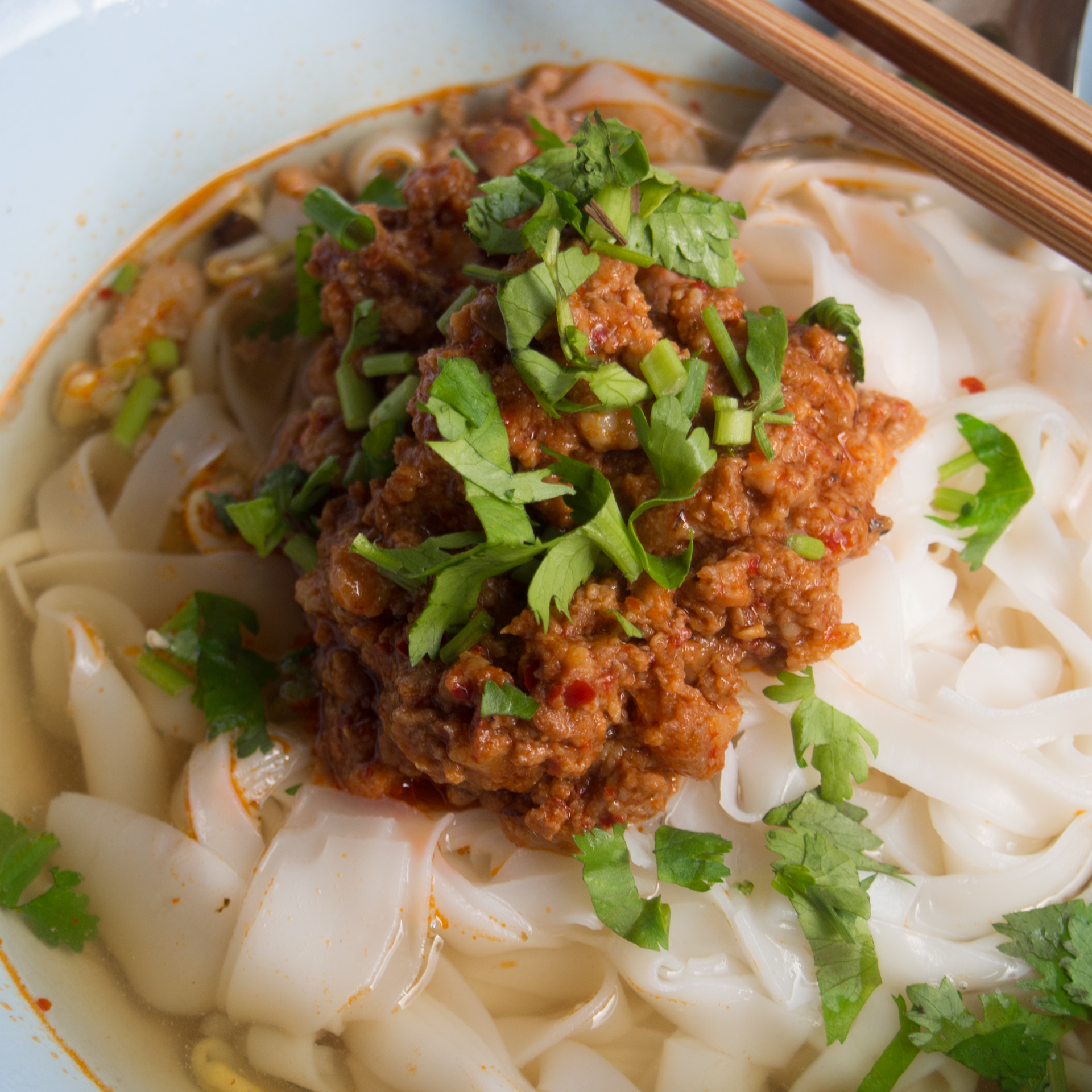
Khao soi nam na con maiale tritato e pasta di peperoncino nella zona orientale della provincia di Chiang Rai.
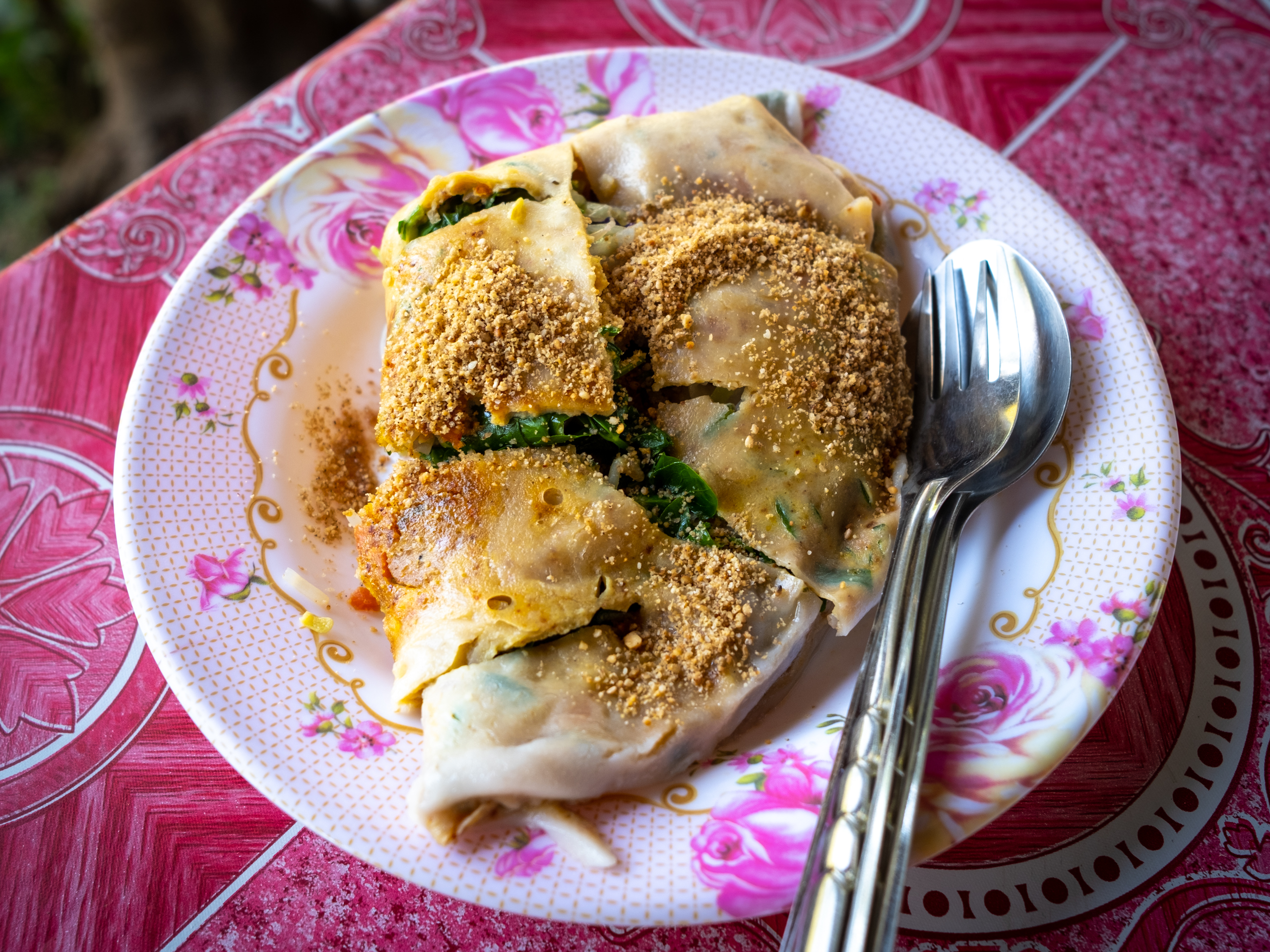
Khao soi noi songkhrueang, piatto degli shan con sfoglia di pasta di riso ripiena con verdure al vapore e ricoperta con arachidi pestate.